# Kobaltna zelena
Kobaltna zelena ili kobaltovo zelenilo je pigment koji je pronađen krajem 18. stoljeća, a tržišno se proizvodi od prve polovice 19. stoljeća. Sjajnijeg je i čistijeg tona nego kromoksidne zelene ali s neznatnom plavičastom nijansom. Otporna je prema alkalijama i slabim kiselinama, a koristi se u svim slikarskim tehnikama. Uljana boja se priprema s manje veziva, brže suši, prozirna je i slabije pokriva. Osušeni premaz je elastičan i postojan. Pošto je prilično skup pigment često se priprema od plavih i žutih kao oponašanje tona koja nema sve vrijednosti izvornog materijala.

## Opis
Kobaltna zelena je ustvari dvosmislen pojam za bilo koju od dvije obitelji zelenih anorganskih pigmenata. Oboje se dobiva s primjesama kobalt(II) oksida u bezbojne okside domaćina. Primjesa Co(II) na mjestima Mg(II) i Zn(II) od Mg2TiO4 i Zn2TiO4, daje jednu obitelj kobaltnih zelenila. Ovi materijali spadaju u skupinu spinela.
Rinmanova zelena dobiva se s primjesama kobaltovog(II) oksida u cinkov oksid. Sven Rinman, švedski kemičar, otkrio je ovaj spoj 1780. Pigmenti dobiveni s cinkovim oksidom korišteni su u mnogim industrijama i procesima. Rijetko se koristi jer je slab kromofor i relativno skup u usporedbi s kromovim(III) oksidom.
{\displaystyle \mathrm {(1-x)\ ZnO+x\ Co(NO_{3})_{2}\longrightarrow Zn_{(1-x)}Co_{x}O+2x\ NO_{2}+{\tfrac {1}{2}}x\ O_{2}} } ,  sa   {\displaystyle \mathrm {x} \leq 0{,}02}
Struktura i boja sastava Zn1-xCoxO ovisi o vrijednosti x. Za x ≤ 0,3, materijal prihvaća vurcitnu strukturu (ZnO) i snažno je zelene boje. Za x ≥ 0,7, materijal ima strukturu natrijevog klorida (CoO) i ružičaste je boje. Međusobne vrijednosti x daju mješavinu dviju faza.
Kobaltno zelena boja testirana je za upotrebu u "spintronskim" uređajima. Kobaltno zelena boja je atraktivna u ovoj primjeni jer je magnetska na sobnoj temperaturi.

## Mješoviti oksidni pigmenti
Mješoviti oksidni pigmenti sastoje se od miješanih kristalnih komponenata spinelne ili rutilne strukture. Spineli čine veliku grupu minerala općenite formule M(II)M2(III)O4, u kojoj je M(II) dvovalentan metal, obično magnezij, željezo(II), cink ili mangan, a M(III) trovalentan metal, najčešće aluminij, željezo(III) ili krom. Neki od mnogobrojnih poznatih spinela pokazuju vrlo dobra pigmentna svojstva i odavno se u tu svrhu upotrebljavaju. Jedan od najpoznatijih pigmenata spinelne strukture jest kobaltovo modrilo CoAl2O4. To je osobito cijenjeni pigment, vrlo lijepog i toplog plavog tona, postojan na svjetlosti. Upotrebljava se mnogo u slikarstvu, a zbog svoje vatrostalnosti služi kao pigment za porculan i slično. 
Djelomičnom zamjenom iona titanija ionima prijelaznih metala u kristalnoj rešetki rutila TiO2, nastaju obojeni miješani polikristali rutilne strukture, od kojih se neki također mogu upotrijebiti kao pigmenti. Tehnički su važniji u prvom redu rutilni pigmenti s ugrađenim ionima nikla i kroma, koji im daju žutu boju. 
Mješoviti oksidni pigmenti spinelne i rutilne strukture postojani su prema djelovanju svjetla, atmosferilija i kemikalija, a posebno se odlikuju svojom postojanošću na visokim temperaturama. Dobro se podnose s organskim obojenim pigmentima, od kojih imaju veću moć pokrivanja, pa se često s njima kombiniraju. Upotrebljavaju se za pripravu lakova i boja za vanjske naliče izložene trošenju, posebno u građevinarstvu, za bojenje čeličnih i aluminijskih limova za spremnike, dijelove strojeva i vozila, za pokrivne pečene automobilske lakove, za bojenje plastičnih masa, u keramičkoj industriji i slično.

### Proizvodnja spinel pigmenata
Spineli su minerali različitog podrijetla (magmatskog i metamorfnog). Nastaju prilikom zagrijavanja na visokoj temperaturi. Kemijski su to magnezijski aluminati (MgAl204). Većina spinela je bez boje. Taloženjem različitih iona u vulkanskim procesima djelomično nastaju spineli s jakom bojom. Ti obojeni spineli prodaju se kao drago kamenje. Žuti i narančastocrveni kamen naziva se rubicel.  Crni koji sadrži željezo iz Šri Lanke naziva se pleonast. Tako i poznati crveni kamen u engleskoj kruni nije rubin, već spinel.  Ovisno o elementima koji su taloženi u kristalnoj strukturi razlikujemo aluminijske, željezo(III), krom, vanadij i titanij spinele.
Mineralni spineli i metali miješaju se na mokro, te se zatim zagrijavaju na 1200 °C do 1600 °C. Tako dolazi do razmjene iona. Metalni ioni se vrlo čvrsto vežu u strukturu kristala, te ih se nakon što se ohlade više ne može ispirati. Spineli imaju čvrstoću od 8 (po Mohsu) i postojani su na kiseline i lužine. Nakon žarenja pigmenti se peru i melju, kako bi se postigla odgovarajuća zrnatost. Ti se pigmenti između ostalog koriste za sintezu dragih kamenja (modni nakit) ili u keramici za proizvodnju određenih boja prilikom pečenja. Minerali koji spadaju u veliku skupinu spinela su na primjer kromit, franklinit, ganit, magnetit i mnogi drugi.  Spinel pigmenti mogu se koristiti kod svih veziva. Vrlo su postojani na svjetlo, vremenske utjecaje i kemikalije. Toksikološki su bezopasni, tako da su dopušteni i za bojanje plastičnog posuđa ili igračaka. Također su bezopasni u spalionici smeća, gdje temperatura sagorijevanja iznosi samo oko 1 000 °C, a pigmenti podnose od 1 400 °C do 1 600 °C.